# Park Hae-soo
Park Hae-soo (tiếng Hàn: 박해수; sinh ngày 21 tháng 11 năm 1981) là một nam diễn viên Hàn Quốc. Anh được biết đến với vai chính trong phim truyền hình Prison Playbook (2017–2018), Squid Game (2021) và Money Heist: Korea - Joint Economic Area (2022). Anh cũng đã xuất hiện trong các bộ phim như By Quantum Physics: A Nightlife Venture (2019) và Time To Hunt (2020).

## Sự nghiệp
Park Hae Soo ra mắt sân khấu nhạc kịch vào năm 2007 với Mister Lobby. Anh cũng xuất hiện trong các sân khấu âm nhạc khác như Angel Called Desire và Annapurna.
Năm 2017, anh gây ấn tượng với vai chính trong bộ phim truyền hình Prison Playbook, bộ phim đã mang về cho anh "Nam diễn viên mới xuất sắc nhất" tại Lễ trao giải Seoul.
Năm 2021, Park Hae Soo được quốc tế công nhận sau khi xuất hiện với vai Cho Sang Woo trong bộ phim truyền hình Hàn Quốc Squid Game. Anh đạt được hơn 800.000 người theo dõi trên Instagram chỉ trong một ngày. Cuối năm đó, Park Hae Soo được chọn vào vai Berlin trong bộ phim truyền hình tội phạm Money Heist của Tây Ban Nha làm lại của Hàn Quốc.

## Đời tư
Vào ngày 14 tháng 1 năm 2019, Park Hae Soo kết hôn với bạn gái của mình trong một buổi lễ được tổ chức ở Seoul.
Vào ngày 29 tháng 9 năm 2021, công ty quản lý của Park Hae Soo thông báo vợ anh đã sinh một cậu con trai.

## Phim điện ảnh
| Năm  | Tên phim                                 | Vai diễn              | Ghi chú |
| ---- | ---------------------------------------- | --------------------- | ------- |
| 2014 | The Pirates                              | Hwang Joong Geun      |         |
| 2015 | Minority Opinion                         | Trợ lý của Goo Hwan   |         |
| 2016 | Master                                   |                       |         |
| 2019 | By Quantum Physics: A Nightlife Venture  | Lee Chan Woo          |         |
| 2019 | Persona                                  | Baek Jeong U          |         |
| 2020 | Time To Hunt                             | Han                   |         |
| 2021 | Squid Game                               | Cho Sang Woo          |         |
| 2022 | Yaksha: Ruthless Operations              | Kang Ji Hoon          |         |
| 2022 | Money Heist: Korea - Joint Economic Area | Berlin / Song Jung Ho | 2 phần  |
| 2022 | Narco-Saints                             | Choi Chang Ho         |         |
| TBA  | Phantom                                  | Kaito                 |         |
| TBA  | The Great Flood                          | Hee Jo                |         |

## Phim truyền hình
| Năm       | Tên phim                                | Vai diễn        | Ghi chú             |
| --------- | --------------------------------------- | --------------- | ------------------- |
| 2012      | God of War                              | Kim Yun-hu      |                     |
| 2013      | Me and Mom and Dad and Grandma and Anna | Người bố        | Drama Festival 2013 |
| 2015-2016 | Six Flying Dragons                      | Yi Ji-ran       |                     |
| 2016      | The Legend of the Blue Sea              | Hong Dong-pyo   |                     |
| 2017      | The Liar and His Lover                  | Người chơi Bass | Cameo (tập 1)       |
| 2017-2018 | Prison Playbook                         | Kim Je-hyuk     |                     |
| 2018      | Memories of the Alhambra                | Agent A         | Cameo (tập 1,2,4,8) |
| 2021      | Racket Boys                             | Lee Jae-joon    | Cameo (tập 6)       |
| 2021      | Chimera                                 | Cha Jae-hwan    |                     |

## Nhạc kịch
| Năm  | Tên tiếng Anh                  | Tên tiếng Hàn          | Vai diễn        |
| ---- | ------------------------------ | ---------------------- | --------------- |
| 2007 | The Strongest Comedy Mr. Lobby | 최강 코미디 미스터로비 |                 |
| 2007 | Annapurna                      | 안나푸르나             | Gwang Nam       |
| 2008 | Adolescence                    | 사춘기                 | Young Min       |
| 2009 | Hero                           | 영웅                   | Choi Jae Hyeong |
| 2009 | 39 Stairs                      | 39 계단                | Richard Haney   |
| 2010 | A Streetcar Named Desire       | 욕망이라는 이름의 전차 | Steve           |
| 2010 | Fool for Love                  | 풀 포 러브             | Martin          |
| 2011 | The Chorus - Oedipus           | 더 코러스 - 오이디푸스 | Oedipus         |
| 2011 | Full of Flowers                | 됴화만발               | Kei             |
| 2011 | The Seagull                    | 갈매기                 | Treplef         |
| 2012 | Samcheon                       | 삼천                   |                 |
| 2013 | The Goddess is Watching        | 여신님이 보고 계셔     | Lee Chang Seop  |
| 2014 | Macbeth                        | 맥베스                 | Macbeth         |
| 2014 | Frankenstein                   | 프랑켄슈타인           | Quái vật        |
| 2014 | Man From Us                    | 맨 프럼 어스           | John Oldman     |
| 2015 | Judo Boy                       | 유도소년               | Kyung Chan      |

## Video ca nhạc
| Năm  | Tên bài hát | Nghệ sĩ |
| ---- | ----------- | ------- |
| 2022 | Last Scene  | Chen    |

## Giải thưởng và đề cử
| Giải thưởng                             | Năm  | Hạng mục                                           | Tác phẩm                                | Kết quả   |  |
| --------------------------------------- | ---- | -------------------------------------------------- | --------------------------------------- | --------- |  |
| The Seoul Awards                        | 2018 | Best New Actor (Drama)                             | Prison Playbook                         | Đoạt giải |  |
| APAN Star Awards                        | 2018 | Excellence Award, Actor in a Miniseries            | Prison Playbook                         | Đề cử     |  |
| APAN Star Awards                        | 2020 | Excellence Award, Actor in an OTT Drama            | Squid Game                              | Đề cử     |  |
| Baeksang Arts Awards                    | 2018 | Best New Actor – Television                        | Prison Playbook                         | Đề cử     |  |
| Baeksang Arts Awards                    | 2020 | Best New Actor – Film                              | Time to Hunt                            | Đề cử     |  |
| Blue Dragon Film Awards                 | 2019 | Best New Actor                                     | By Quantum Physics: A Nightlife Venture | Đoạt giải |  |
| Director's Cut Awards                   | 2019 | Best New Actor                                     | By Quantum Physics: A Nightlife Venture | Đề cử     |  |
| Chunsa Film Art Awards                  | 2020 | Best New Actor                                     | By Quantum Physics: A Nightlife Venture | Đề cử     |  |
| Buil Film Awards                        | 2020 | Best New Actor                                     | By Quantum Physics: A Nightlife Venture | Đề cử     |  |
| Grand Bell Awards                       | 2020 | Best New Actor                                     | By Quantum Physics: A Nightlife Venture | Đề cử     |  |
| Asia Contents Awards                    | 2022 | Best Supporting Actor                              | Squid Game                              | Đoạt giải |  |
| Hollywood Critics Association TV Awards | 2022 | Best Supporting Actor in a Streaming Series, Drama | Squid Game                              | Đề cử     |  |
| Blue Dragon Series Awards               | 2022 | Best Supporting Actor                              | Squid Game                              | Đề cử     |  |
| Primetime Emmy Awards                   | 2022 | Outstanding Supporting Actor in a Drama Series     | Squid Game                              | Đề cử     |  |
| Newsis Hallyu Expo                      | 2022 | Minister of Culture, Sports and Tourism Award      | Park Hae Soo                            | Đoạt giải |  |